# 7986 Romania

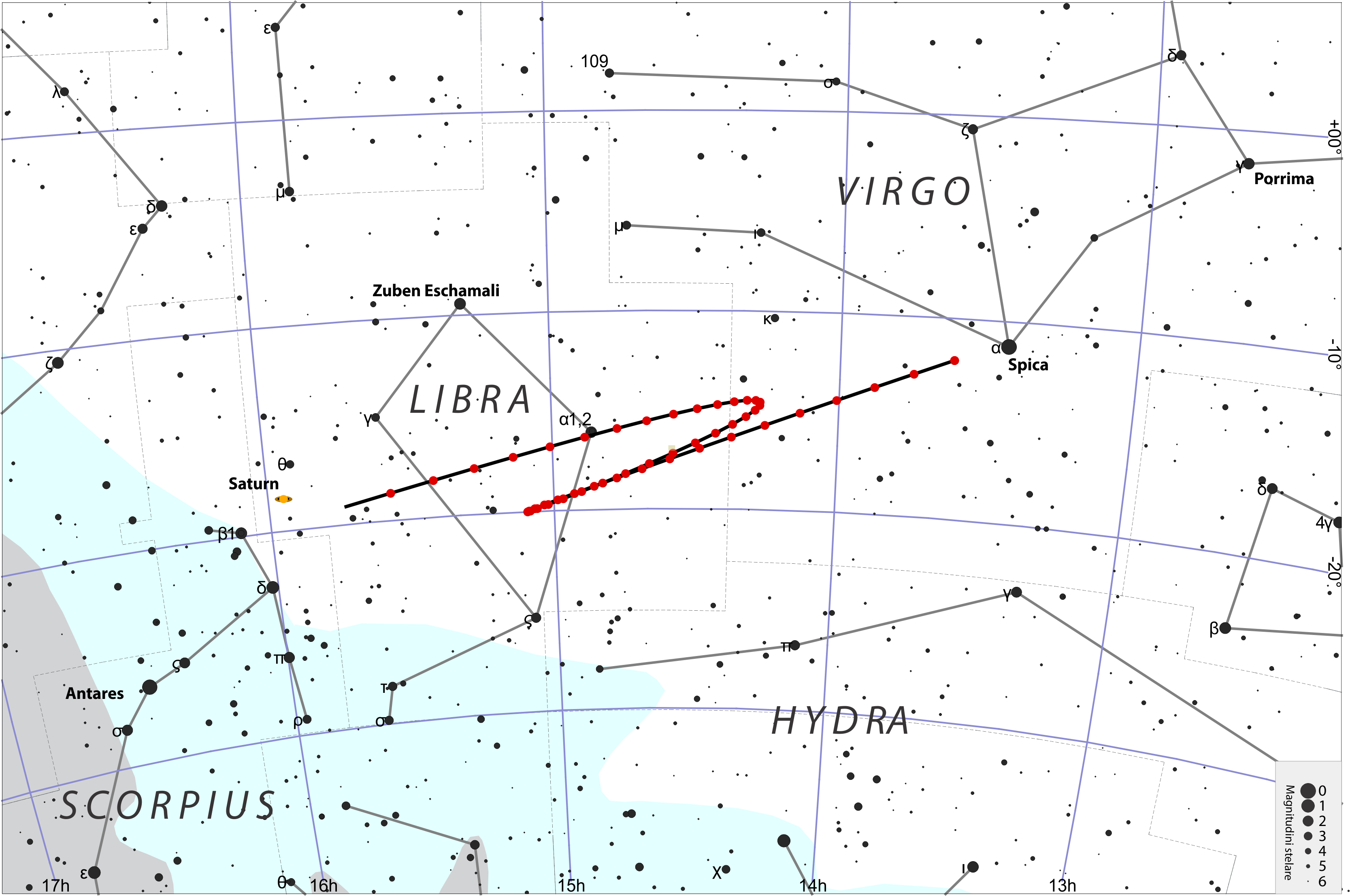
Asteroidul 7986 Romania printre stele

Mișcarea asteroidului România printre stele, cu ocazia opoziției din luna mai 2015 (Asteroidul este evidențiat cu roșu.)

7986 Romania (denumit anterior (7986) 1981 EG15) este o planetă minoră din centura de asteroizi dintre Marte si Jupiter. 

## Descoperirea asteroidului
Asteroidul a fost descoperit de Schelte J. Bus la Siding Spring Observatory lângă Coonabarabran, New South Wales, Australia, la 1 martie 1981.

## Denumirea asteroidului
Denumirea asteroidului 1981 EG15  drept 7986 Romania a devenit oficială în luna mai 2012, cu ocazia conferinței Asteroids, Comets, Meteors de la Niigata din Japonia. Propunerea a fost făcută de astronomii Mirel Birlan de la Observatorul din Paris și Richard P. Binzel de la Massachusetts Institute of Technology. Asteroidul România a fost observat pentru prima dată din România la Observatorul Astronomic al Complexului Muzeal de Științele Naturii Galați, în noaptea de 21 spre 22 mai 2012, de catre echipa formată din: Ovidiu Tercu și Alexandru Dumitriu.

## Caracteristici
Asteroidul 7986 Romania prezintă o semiaxă majoră egală cu 316.181.216 km, adică 2,1135108 u.a. Are o perioadă orbitală de 3,07 ani (1.122,29 de zile), o excentricitate de 0,1269650, o înclinație de 1,99603°, în raport cu ecliptica, iar magnitudinea absolută de 15,6.
Ultimul periheliu a fost la data de 3 septembrie 2015, iar unghiul periheliului a fost de 19,31491°, apropiindu-se la distanța de 1,8468916 u.a. La afeliu, distanța a fost de 2,380 u.a. Următorul periheliu va fi în 2018.
La începutul lunii mai 2015, asteroidul 7986 Romania s-a apropiat la doar 0,91 unități astronomice (136 milioane de kilometri) de Pământ, ceea ce a permis observarea lui în vederea studiilor spectroscopice și fotometrice. Acest eveniment a fost favorabil observațiilor astronomice, deoarece următoarea geometrie favorabilă, în care asteroidul Romania va avea aceeași luminozitate, va fi după anul 2025.
Prin proiectul „România observat din România” s-au efectuat observații folositoare pentru obținerea unor date în premieră, precum:
- spectrul în domeniul vizibil
- spectrul în infraroșu
- curba de lumină.

În aprilie 2018, asteroidul 7986 Romania s-a aflat în opoziție, fapt ce a pemis observarea acestuia toată noaptea. Observațiile au fost făcute de o echipă formată din astronomul Ovidiu Tercu, coordonatorul Observatorului Astronomic din cadrul Complexului Muzeal de Științele Naturii de la Galați, și elevul de la Seminarul Teologic „Sf. Apostol Andrei” din Galați, astronomul amator, Andrei-Marian Stoian; pe baza datelor obținute, în octombrie 2018, acești astronomi au reușit să determine perioada de rotație a asteroidului, care este de circa 5 ore. Aceiași astronomi au reușit să determine modelul 3D al asteroidului 7986 Romania.